# 꼰쁠롱현
꼰쁠롱현(베트남어: Huyện Kon Plông)은 베트남 중부 고원 지방 꼰뚬성의 현이다.

## 행정 구역
꼰쁠롱현은 1시진, 8사를 관할하고 있다.

### 시진
- 망덴 시진 (Thị trấn Măng Đen, 芒單市鎭)

### 사
- 헤우사 (Xã Hiếu, 孝社)
- 망북사 (Xã Măng Buk, 芒布社)
- 망까인사 (Xã Măng Cành, 芒甘社)
- 응옥똄 사 (Xã Ngọk Tem, 奧丹社)
- 뻐에사 (Xã Pờ Ê, 博埃社)
- 닥넨사 (Xã Đắk Nên, 得年社)
- 닥링사 (Xã Đắk Ring, 得英社)
- 닥땅사 (Xã Đắk Tăng, 得增社)